# Jリーグアウォーズ
Jリーグアウォーズ（英: J.League awards）は、日本プロサッカーリーグ（Jリーグ）の年度表彰式。毎年12月に開催されている。

## 概要
毎シーズン、Jリーグの全日程終了後に合せて開催されており、Jリーグ各チームの主力選手が多数出演して、リーグ戦各賞の表彰を行う。その年のJ1優勝チームは選手全員が出席する。表彰項目は、最優秀選手賞（MVP）、ベストイレブン、得点王、ベストヤングプレーヤー賞、J1/J2/J3フェアプレー賞、フェアプレー賞 高円宮杯（J1のみ）、フェアプレー個人賞、最優秀監督賞、最優秀主審賞、最優秀副審賞、Jリーグベストピッチ賞、功労賞、功労選手賞、最優秀育成クラブ賞、最優秀ゴール賞の各賞で、優勝チームへの表彰はリーグ戦の優勝決定後に行われる。なお、未消化試合がその年に各カテゴリで予定されていた総試合数の25%を超えた場合や、所属カテゴリで予定されていた総試合数の50％を超えたクラブが発生した場合は、大会不成立となり表彰も中止される。
各賞の選考方法は、最優秀選手賞・ベストイレブンは、事前にJリーグの監督・選手（選手は規定によりリーグ戦の総試合数の半数以上出場した選手が対象）の投票によって優秀選手賞をそれぞれ選出し、選出された選手の中から選考委員会（後述）にて決定される。
出席者には服装規定が設定されており、正装（男性はタキシードや背広服、女性はドレスや和服など）が義務付けられているため、男性はオーソドックスなデザインのタキシードを着用する者が多いが、中には第1回で赤いスーツを着用した三浦知良、得点王を獲得したシーズンに奇抜なデザイン・色のタキシードを着用した中山雅史や黄善洪（アンドレ・キムがデザイン）、2002年には当時所属していたチームのチームカラーをイメージしたタキシードを着用した高原直泰、2021年には紋付羽織袴を着用した前田大然といった例も少数ながら存在する。
この授賞式の観覧については開始された当初はJリーグや日本サッカー協会の関係者などに限定されていたが、現在では事前の申し込みを条件に一般公開している。なお一般客については一部の座席を除きドレスコードはなく私服で構わない。各々が応援するクラブのユニホームなどを着用して観覧する一般客も多い。ただし、2015年は「2016年問題」の影響による会場の変更のため、一般観覧者の募集は行わなかった。2016年からは再び横浜アリーナで開催されているが、2020年は新型コロナウイルス感染防止のため、オンライン形式での実施となった。
2022年からはJ2リーグ及びJ3リーグにも最優秀選手賞（MVP）、ベストイレブン、得点王（「最多得点者」改め）、最優秀ゴール賞の表彰を実施することになり「J2リーグアウォーズ」「J3リーグアウォーズ」として開催されることになった。なお「J2リーグアウォーズ」「J3リーグアウォーズ」は公開で実施される（J1リーグの）Jリーグアウォーズと異なり、オンラインのみでの開催となる。

### 司会・プレゼンター
各賞のプレゼンターは日本サッカー協会とJリーグの関係者（オフィシャルスポンサー）らに加え、サッカー競技以外の各分野で活躍している著名人も務めることがある。司会はジョン・カビラ（2002年 - 2010年・2013年・2014年）と石山愛子（2003年 - 2014年）のペアが長く定着していた。
| 年度 | 司会者（J1）             |
| ---- | ------------------------ |
| 2003 | ジョン・カビラ、石山愛子 |
| 2004 | ジョン・カビラ、石山愛子 |
| 2005 | ジョン・カビラ、石山愛子 |
| 2006 | ジョン・カビラ、石山愛子 |
| 2007 | ジョン・カビラ、石山愛子 |
| 2008 | ジョン・カビラ、石山愛子 |
| 2009 | ジョン・カビラ、石山愛子 |
| 2010 | ジョン・カビラ、石山愛子 |
| 2011 | 山本浩、石山愛子         |
| 2012 | 山本浩、石山愛子         |
| 2013 | ジョン・カビラ、石山愛子 |
| 2014 | ジョン・カビラ、石山愛子 |
| 2015 | ケン・マスイ、海賀美代子 |
| 2016 | 勝村政信、海賀美代子     |
| 2017 | 勝村政信、加藤綾子       |
| 2018 | サッシャ、平井理央       |
| 2019 | 矢部浩之、新井恵理那     |
| 2020 | 矢部浩之、西岡明彦       |
| 2021 | 矢部浩之、西岡明彦       |
| 2022 | 西岡明彦、福田正博       |
| 2023 | ハリー杉山、影山優佳     |
| 2024 | ハリー杉山、影山優佳     |

| 年度 | J2リーグアウォーズ | J3リーグアウォーズ   |
| ---- | ------------------ | -------------------- |
| 2022 | 永田実             | 藤田崇寛             |
| 2023 | 鄭大世、国本梨紗   | 播戸竜二、眞嶋優     |
| 2024 | 槙野智章、足立梨花 | 播戸竜二、高階亜理沙 |

### 選考委員会
選考委員会はJリーグチェアマン（2022年は野々村芳和）及び（公社）日本プロサッカーリーグ業務執行理事（2022年9月時点では窪田慎二、髙田春奈、並木裕太、馬場浩史）並びにJ1所属20クラブの実行委員で構成される。

### 選考対象者
J1所属20クラブの監督および選手を対象とし、選手についてはJ1リーグ19試合以上出場（ただし、出場時間は問わない）を資格条件とする。なお、各国の代表チーム（候補含む）あるいはユース年代の代表チーム（候補含む）に選出された場合、強化合宿・試合に参加したため出場できなかったリーグ戦試合数を実際に出場した試合数に加算するものとする。

## 表彰
| 賞名                     | 正賞                                                                                    | 副賞（J1のみ、【】は提供元）                                                                         |
| ------------------------ | --------------------------------------------------------------------------------------- | --- |
| 最優秀選手賞             | （J1）ブック型楯、賞金200万円 （J2）トロフィー、賞金50万円 （J3）トロフィー、賞金20万円 | 明治安田生命JリーグMVPトロフィー【明治安田生命保険】 85インチ大画面液晶テレビ（100万円相当）【DAZN】 |
| ベストイレブン           | （J1）ブック型楯、賞金100万円 （J2/J3）トロフィー                                       | |
| 得点王                   | （J1）ブック型楯、賞金100万円 （J2/J3）トロフィー                                       | アディダス・ゴールデン・ブーツ【アディダス・ジャパン】                                               |
| ベストヤングプレーヤー賞 | ブック型楯、賞金50万円                                                                  | 商品券30万円相当分【アイデム】                                                                       |
| フェアプレー個人賞       | 楯、賞金50万円                                                                          | |
| フェアプレー賞           | （J1）楯、賞金500万円、高円宮杯 （J2）楯、賞金250万円 （J3）楯、賞金100万円             | |
| 優勝監督賞               | （J1）ブック型楯、賞金100万円 （J2）ブック型楯、賞金50万円 （J3）ブック型楯、賞金20万円 | 往復航空券付き グランヴィリオリゾートサイパン4泊5日ペアご招待【ルートインジャパン】                  |
| 優秀監督賞               | （J1）楯、賞金50万円 （J2）楯、賞金25万円 （J3）楯、賞金10万円                          | dポイント200,000ポイント【NTTドコモ】                                                                |
| 最優秀主審賞             | ブック型楯                                                                              | バルキーンホイッスルトロフィー&スペシャルバルキーン【モルテン】                                      |
| 最優秀副審賞             | ブック型楯                                                                              | バルキーンホイッスルトロフィー&スペシャルバルキーン【モルテン】                                      |
| 最優秀育成クラブ賞       | ブック型楯                                                                              | 宮崎牛1頭分、完熟マンゴー「太陽のタマゴ」【宮崎県関係団体】                                          |
| 最優秀ゴール賞           | （J1）ブック型楯、賞金50万円 （J2/J3）トロフィー                                        | |
| 功労選手賞               | ブック型楯                                                                              | |
| 功労審判員賞             | ブック型楯                                                                              | |

### 最優秀選手賞・得点王
最優秀選手賞
- Jリーグ全試合終了後に発表される「優秀選手賞」（第37節終了時点での対象選手間の互選により選ばれる「ベストイレブン」投票の上位の選手からチェアマンが選出[3]）の中から選ばれた「ベストイレブン」の投票結果を参考に、選考委員会にて投票により決定する[3]。
- 最年少受賞は、2000年の中村俊輔の22歳。最年長受賞は、2016年の中村憲剛の36歳。中村俊輔は2020年時点で唯一となる2度の最優秀選手賞を受賞している。
- リーグの年間優勝クラブ以外から選出されたのは6人（1995年ストイコビッチ、2003年エメルソン、2007年ポンテ、2013年中村俊輔、2016年中村憲剛、2020年オルンガ）。
- 外国籍選手の受賞者は2021年シーズン終了時点で12人いるが、1995年のストイコビッチと2020年のオルンガ以外は全員ブラジル人である。

得点王
- J1リーグ戦における最多得点者。シーズン途中でJ1の他クラブへ移籍した場合もリーグ戦での得点は加算される[3]。
- 最多獲得数は大久保嘉人の3回。
- 最年長受賞は1993年ラモン・ディアスの34歳。最年少受賞は2002年高原直泰の23歳。
- 最優秀選手賞とのダブル受賞は10名（1998年中山雅史、2002年高原直泰、2005年アラウージョ、2008年マルキーニョス、2012年佐藤寿人、2017年小林悠、2019年仲川輝人、2020年オルンガ、2021年レアンドロ・ダミアン、2023年大迫勇也）。

| 年度 | 最優秀選手賞             | 所属クラブ             | pos. |                          | 得点王                 | 所属クラブ | 点数 |
| ---- | ------------------------ | ---------------------- | ---- | ------------------------ | ---------------------- | ---------- | ---- |
| 1993 | 三浦知良                 | ヴェルディ川崎         | FW   | ラモン・ディアス         | 横浜マリノス           | 28         |      |
| 1994 | ペレイラ                 | ヴェルディ川崎         | DF   | フランク・オルデネビッツ | ジェフユナイテッド市原 | 30         |      |
| 1995 | ドラガン・ストイコビッチ | 名古屋グランパスエイト | FW   | 福田正博                 | 浦和レッズ             | 32         |      |
| 1996 | ジョルジーニョ           | 鹿島アントラーズ       | MF   | 三浦知良                 | ヴェルディ川崎         | 23         |      |
| 1997 | ドゥンガ                 | ジュビロ磐田           | MF   | パトリック・エムボマ     | ガンバ大阪             | 25         |      |
| 1998 | 中山雅史                 | ジュビロ磐田           | FW   | 中山雅史                 | ジュビロ磐田           | 36         |      |
| 1999 | アレックス               | 清水エスパルス         | MF   | 黄善洪                   | セレッソ大阪           | 24         |      |
| 2000 | 中村俊輔                 | 横浜F・マリノス        | MF   | 中山雅史                 | ジュビロ磐田           | 20         |      |
| 2001 | 藤田俊哉                 | ジュビロ磐田           | MF   | ウィル                   | コンサドーレ札幌       | 24         |      |
| 2002 | 高原直泰                 | ジュビロ磐田           | FW   | 高原直泰                 | ジュビロ磐田           | 26         |      |
| 2003 | エメルソン               | 浦和レッズ             | FW   | ウェズレイ               | 名古屋グランパスエイト | 22         |      |
| 2004 | 中澤佑二                 | 横浜F・マリノス        | DF   | エメルソン               | 浦和レッズ             | 27         |      |
| 2005 | アラウージョ             | ガンバ大阪             | FW   | アラウージョ             | ガンバ大阪             | 33         |      |
| 2006 | 田中マルクス闘莉王       | 浦和レッズ             | DF   | ワシントン               | 浦和レッズ             | 26         |      |
| 2006 | 田中マルクス闘莉王       | 浦和レッズ             | DF   | マグノ・アウベス         | ガンバ大阪             | 26         |      |
| 2007 | ロブソン・ポンテ         | 浦和レッズ             | MF   | ジュニーニョ             | 川崎フロンターレ       | 22         |      |
| 2008 | マルキーニョス           | 鹿島アントラーズ       | FW   | マルキーニョス           | 鹿島アントラーズ       | 21         |      |
| 2009 | 小笠原満男               | 鹿島アントラーズ       | MF   | 前田遼一                 | ジュビロ磐田           | 20         |      |
| 2010 | 楢﨑正剛                 | 名古屋グランパス       | GK   | ジョシュア・ケネディ     | 名古屋グランパス       | 17         |      |
| 2010 | 楢﨑正剛                 | 名古屋グランパス       | GK   | 前田遼一                 | ジュビロ磐田           | 17         |      |
| 2011 | レアンドロ・ドミンゲス   | 柏レイソル             | MF   | ジョシュア・ケネディ     | 名古屋グランパス       | 19         |      |
| 2012 | 佐藤寿人                 | サンフレッチェ広島     | FW   | 佐藤寿人                 | サンフレッチェ広島     | 22         |      |
| 2013 | 中村俊輔                 | 横浜F・マリノス        | MF   | 大久保嘉人               | 川崎フロンターレ       | 26         |      |
| 2014 | 遠藤保仁                 | ガンバ大阪             | MF   | 大久保嘉人               | 川崎フロンターレ       | 18         |      |
| 2015 | 青山敏弘                 | サンフレッチェ広島     | MF   | 大久保嘉人               | 川崎フロンターレ       | 23         |      |
| 2016 | 中村憲剛                 | 川崎フロンターレ       | MF   | ピーター・ウタカ         | サンフレッチェ広島     | 19         |      |
| 2016 | 中村憲剛                 | 川崎フロンターレ       | MF   | レアンドロ               | ヴィッセル神戸         | 19         |      |
| 2017 | 小林悠                   | 川崎フロンターレ       | FW   | 小林悠                   | 川崎フロンターレ       | 23         |      |
| 2018 | 家長昭博                 | 川崎フロンターレ       | MF   | ジョー                   | 名古屋グランパス       | 24         |      |
| 2019 | 仲川輝人                 | 横浜F・マリノス        | FW   | 仲川輝人                 | 横浜F・マリノス        | 15         |      |
| 2019 | 仲川輝人                 | 横浜F・マリノス        | FW   | マルコス・ジュニオール   | 横浜F・マリノス        | 15         |      |
| 2020 | マイケル・オルンガ       | 柏レイソル             | FW   | マイケル・オルンガ       | 柏レイソル             | 28         |      |
| 2021 | レアンドロ・ダミアン     | 川崎フロンターレ       | FW   | 前田大然                 | 横浜F・マリノス        | 23         |      |
| 2021 | レアンドロ・ダミアン     | 川崎フロンターレ       | FW   | レアンドロ・ダミアン     | 川崎フロンターレ       | 23         |      |
| 2022 | 岩田智輝                 | 横浜F・マリノス        | DF   | チアゴ・サンタナ         | 清水エスパルス         | 14         |      |
| 2023 | 大迫勇也                 | ヴィッセル神戸         | FW   | 大迫勇也                 | ヴィッセル神戸         | 22         |      |
| 2023 | 大迫勇也                 | ヴィッセル神戸         | FW   | アンデルソン・ロペス     | 横浜F・マリノス        | 22         |      |
| 2024 | 武藤嘉紀                 | ヴィッセル神戸         | FW   | アンデルソン・ロペス     | 横浜F・マリノス        | 24         |      |

| 年度 | 最優秀選手賞 | 所属クラブ             | pos. |                    | 得点王                 | 所属クラブ | 点数 |
| ---- | ------------ | ---------------------- | ---- | ------------------ | ---------------------- | ---------- | ---- |
| 2022 | 小川航基     | 横浜FC                 | FW   | 小川航基           | 横浜FC                 | 26         |      |
| 2023 | エリキ       | FC町田ゼルビア         | FW   | フアンマ・デルガド | V・ファーレン長崎      | 26         |      |
| 2024 | 小森飛絢     | ジェフユナイテッド千葉 | FW   | 小森飛絢           | ジェフユナイテッド千葉 | 23         |      |

| 年度 | 最優秀選手賞           | 所属クラブ | pos. |                        | 得点王     | 所属クラブ | 点数 |
| ---- | ---------------------- | ---------- | ---- | ---------------------- | ---------- | ---------- | ---- |
| 2022 | 有田稜                 | いわきFC   | FW   | 有田稜                 | いわきFC   | 17         |      |
| 2023 | 松田力                 | 愛媛FC     | FW   | 小松蓮                 | 松本山雅FC | 19         |      |
| 2024 | マルクス・ヴィニシウス | FC今治     | FW   | 藤岡浩介               | FC岐阜     | 19         |      |
| 2024 | マルクス・ヴィニシウス | FC今治     | FW   | マルクス・ヴィニシウス | FC今治     | 19         |      |

- 得点王が制定される前のJ2・J3の最多得点者の一覧はそれぞれ、J2リーグ#得点王とJ3リーグ#得点王の項目参照。

### ベストヤングプレーヤー賞
現行の新人選手表彰は2010年からで、下記の過去の新人王から対象となる年齢が引き下げられ「ベストヤングプレーヤー賞」に改称された。これにより日本の大学卒の選手については同賞選出の対象から外れることになった。審査選考基準は以下のとおり。
- J1リーグ戦の試合に半分以上出場していること。
- 当該年度の4月2日時点で21歳以下であること。
- 過去の受賞選手は対象外とする。
- 2種登録選手でトップチームに出場可能な選手、または特別指定選手も受賞対象

新人王時代の選出基準
2009年までは下記の選出基準を参考として、事前に新人王（最優秀新人）にノミネートされる、優秀新人賞を3人選定し、その後アウォーズで改めて審査を行い、新人王1人を最終決定していた。
- J1リーグ戦の試合に半分以上出場していること。
- 当該年度の4月2日時点で23歳以下であること。
- J1登録1年目であること。ただし1年目の出場試合数が1/3以下であれば2年目の選手でも対象となる（この基準は2008年まで。2009年には「J1リーグの登録年数に関わらず、過去に優秀新人賞に選出されていないこと」へ変更された）。
- 海外1部リーグ在籍経験者を除く。ただし、研修期間は登録期間とはみなさない。
- 2種登録選手でトップチームに出場可能な選手、または特別指定選手も含む。

これによって以上の条件を満たすならば、J2以下における登録歴・出場歴は無関係に選出対象となってしまう。実際に2007年には、J2で150試合以上の出場歴を持ち、厳密には新人とは言えないプロ5年目の菅野孝憲が選出されている。また、前述のように2009年には「原則J1登録1年目であること」という基準がなくなった。これにより前年までの基準ならば選考対象外となっていた、すでに日本代表で実績を残していた岡崎慎司が優秀新人賞に選出され、一部で物議を醸した。
| 年度 | 新人王                   | 所属クラブ         | pos. | 年齢 |
| ---- | ------------------------ | ------------------ | ---- | ---- |
| 1993 | 澤登正朗                 | 清水エスパルス     | MF   | 23   |
| 1994 | 田坂和昭                 | ベルマーレ平塚     | DF   | 23   |
| 1995 | 川口能活                 | 横浜マリノス       | GK   | 20   |
| 1996 | 斉藤俊秀                 | 清水エスパルス     | DF   | 23   |
| 1997 | 柳沢敦                   | 鹿島アントラーズ   | FW   | 20   |
| 1998 | 小野伸二                 | 浦和レッズ         | MF   | 19   |
| 1999 | 中澤佑二                 | ヴェルディ川崎     | DF   | 21   |
| 2000 | 森﨑和幸                 | サンフレッチェ広島 | MF   | 19   |
| 2001 | 山瀬功治                 | コンサドーレ札幌   | MF   | 20   |
| 2002 | 坪井慶介                 | 浦和レッズ         | DF   | 23   |
| 2003 | 那須大亮                 | 横浜F・マリノス    | DF   | 22   |
| 2004 | 森本貴幸                 | 東京ヴェルディ1969 | FW   | 16   |
| 2005 | カレン・ロバート         | ジュビロ磐田       | FW   | 20   |
| 2006 | 藤本淳吾                 | 清水エスパルス     | MF   | 22   |
| 2007 | 菅野孝憲                 | 横浜FC             | GK   | 23   |
| 2008 | 小川佳純                 | 名古屋グランパス   | MF   | 24   |
| 2009 | 渡邉千真                 | 横浜F・マリノス    | FW   | 23   |
| 年度 | ベストヤングプレーヤー賞 | 所属クラブ         | pos. | 年齢 |
| 2010 | 宇佐美貴史               | ガンバ大阪         | MF   | 18   |
| 2011 | 酒井宏樹                 | 柏レイソル         | DF   | 21   |
| 2012 | 柴崎岳                   | 鹿島アントラーズ   | MF   | 20   |
| 2013 | 南野拓実                 | セレッソ大阪       | FW   | 18   |
| 2014 | カイオ                   | 鹿島アントラーズ   | MF   | 20   |
| 2015 | 浅野拓磨                 | サンフレッチェ広島 | FW   | 21   |
| 2016 | 井手口陽介               | ガンバ大阪         | MF   | 20   |
| 2017 | 中山雄太                 | 柏レイソル         | DF   | 20   |
| 2018 | 安部裕葵                 | 鹿島アントラーズ   | FW   | 19   |
| 2019 | 田中碧                   | 川崎フロンターレ   | MF   | 21   |
| 2020 | 瀬古歩夢                 | セレッソ大阪       | DF   | 20   |
| 2021 | 荒木遼太郎               | 鹿島アントラーズ   | MF   | 19   |
| 2022 | 細谷真大                 | 柏レイソル         | FW   | 21   |
| 2023 | 三戸舜介                 | アルビレックス新潟 | MF   | 21   |
| 2024 | 高井幸大                 | 川崎フロンターレ   | DF   | 20   |

- 最年少受賞は、2004年の森本貴幸の16歳。

### 優秀監督賞・優勝監督賞
- 1993年、1994年は「優秀監督賞」として、同年の年間優勝チームの監督を選出。
- 1995年以降は「最優秀監督賞」と「優勝監督賞」をそれぞれ選出（2002年、2003年は優勝監督が最優秀監督賞を受賞）。2004年から2016年までは、「最優秀監督賞」のみを選出。
- 2017年はJ1のみ「優勝監督賞」を選出し、J1・J2・J3の「優秀監督賞」を選出[8]。2018年以降はJ2・J3も「優勝監督賞」と「優秀監督賞」を別に選出。

| 年度 | 優秀監督賞               | 所属クラブ             |                          |                    |  |
| ---- | ------------------------ | ---------------------- | ------------------------ | ------------------ |  |
| 1993 | 松木安太郎               | ヴェルディ川崎         |                          |                    |  |
| 1994 | 松木安太郎               | ヴェルディ川崎         |                          |                    |  |
| 年度 | 最優秀監督賞             | 所属クラブ             | 優勝監督賞               | 所属クラブ         |  |
| 1995 | アーセン・ベンゲル       | 名古屋グランパスエイト | 早野宏史                 | 横浜マリノス       |  |
| 1996 | ニカノール               | 柏レイソル             | ジョアン・カルロス       | 鹿島アントラーズ   |  |
| 1997 | ジョアン・カルロス       | 鹿島アントラーズ       | 桑原隆                   | ジュビロ磐田       |  |
| 1998 | オズワルド・アルディレス | 清水エスパルス         | ゼ・マリオ               | 鹿島アントラーズ   |  |
| 1999 | スティーブ・ペリマン     | 清水エスパルス         | 桑原隆                   | ジュビロ磐田       |  |
| 2000 | 西野朗                   | 柏レイソル             | トニーニョ・セレーゾ     | 鹿島アントラーズ   |  |
| 2001 | 鈴木政一                 | ジュビロ磐田           | トニーニョ・セレーゾ     | 鹿島アントラーズ   |  |
| 2002 | 鈴木政一                 | ジュビロ磐田           | 鈴木政一                 | ジュビロ磐田       |  |
| 2003 | 岡田武史                 | 横浜F・マリノス        | 岡田武史                 | 横浜F・マリノス    |  |
| 2004 | 岡田武史                 | 横浜F・マリノス        |                          |                    |  |
| 2005 | 西野朗                   | ガンバ大阪             |                          |                    |  |
| 2006 | ギド・ブッフバルト       | 浦和レッズ             |                          |                    |  |
| 2007 | オズワルド・オリヴェイラ | 鹿島アントラーズ       |                          |                    |  |
| 2008 | オズワルド・オリヴェイラ | 鹿島アントラーズ       |                          |                    |  |
| 2009 | オズワルド・オリヴェイラ | 鹿島アントラーズ       |                          |                    |  |
| 2010 | ドラガン・ストイコビッチ | 名古屋グランパス       |                          |                    |  |
| 2011 | ネルシーニョ             | 柏レイソル             |                          |                    |  |
| 2012 | 森保一                   | サンフレッチェ広島     |                          |                    |  |
| 2013 | 森保一                   | サンフレッチェ広島     |                          |                    |  |
| 2014 | 長谷川健太               | ガンバ大阪             |                          |                    |  |
| 2015 | 森保一                   | サンフレッチェ広島     |                          |                    |  |
| 2016 | 石井正忠                 | 鹿島アントラーズ       |                          |                    |  |
| 年度 | 優秀監督賞               | 所属クラブ             | 優勝監督賞               | 所属クラブ         |  |
| 2017 | 尹晶煥                   | セレッソ大阪           | 鬼木達                   | 川崎フロンターレ   |  |
| 2017 | 曺貴裁                   | 湘南ベルマーレ         | J2は非選出               |                    |  |
| 2017 | 杉山弘一                 | ブラウブリッツ秋田     | J3は非選出               |                    |  |
| 2018 | ミハイロ・ペトロヴィッチ | 北海道コンサドーレ札幌 | 鬼木達                   | 川崎フロンターレ   |  |
| 2018 | 片野坂知宏               | 大分トリニータ         | 反町康治                 | 松本山雅FC         |  |
| 2018 | 吉田謙                   | アスルクラロ沼津       | 金鍾成                   | FC琉球             |  |
| 2019 | 片野坂知宏               | 大分トリニータ         | アンジェ・ポステコグルー | 横浜F・マリノス    |  |
| 2019 | 下平隆宏                 | 横浜FC                 | ネルシーニョ             | 柏レイソル         |  |
| 2019 | 石﨑信弘                 | 藤枝MYFC               | 小林伸二                 | ギラヴァンツ北九州 |  |
| 2020 | 宮本恒靖                 | ガンバ大阪             | 鬼木達                   | 川崎フロンターレ   |  |
| 2020 | 小林伸二                 | ギラヴァンツ北九州     | リカルド・ロドリゲス     | 徳島ヴォルティス   |  |
| 2020 | 三浦文丈                 | SC相模原               | 吉田謙                   | ブラウブリッツ秋田 |  |
| 2021 | リカルド・ロドリゲス     | 浦和レッズ             | 鬼木達                   | 川崎フロンターレ   |  |
| 2021 | 曺貴裁                   | 京都サンガF.C.         | 鈴木政一                 | ジュビロ磐田       |  |
| 2021 | 秋田豊                   | いわてグルージャ盛岡   | 大木武                   | ロアッソ熊本       |  |
| 2022 | ミヒャエル・スキッベ     | サンフレッチェ広島     | ケヴィン・マスカット     | 横浜F・マリノス    |  |
| 2022 | 大木武                   | ロアッソ熊本           | 松橋力蔵                 | アルビレックス新潟 |  |
| 2022 | 須藤大輔                 | 藤枝MYFC               | 村主博正                 | いわきFC           |  |
| 2023 | 長谷部茂利               | アビスパ福岡           | 吉田孝行                 | ヴィッセル神戸     |  |
| 2023 | 横内昭展                 | ジュビロ磐田           | 黒田剛                   | FC町田ゼルビア     |  |
| 2023 | フリアン                 | 奈良クラブ             | 石丸清隆                 | 愛媛FC             |  |
| 2024 | ミヒャエル・スキッベ     | サンフレッチェ広島     | 吉田孝行                 | ヴィッセル神戸     |  |
| 2024 | 四方田修平               | 横浜FC                 | 秋葉忠宏                 | 清水エスパルス     |  |
| 2024 | 寺田周平                 | 福島ユナイテッドFC     | 長澤徹                   | 大宮アルディージャ |  |

- 最多受賞数はオリヴェイラと森保一の3回。

### フェアプレー賞（高円宮杯）
年間の反則ポイントが1試合平均1ポイントを下回ったJ1からJ3までの全クラブにフェアプレー賞が授与され、J1ではその中で最も反則ポイントが少なかったクラブに高円宮杯が授与される。賞金授与対象は2013年までJ1のみだったが、2014年よりJ2・J3も反則ポイント最少クラブに限り対象となった。J1については2014年まではフェアプレー賞受賞全クラブが賞金授与対象であったが、2015年より反則ポイントの少ない上位3クラブに変更となった。
フェアプレー賞表彰の対象となる反則ポイントの上限数（2018年度）
- J1：34ポイント
- J2：42ポイント
- J3：34ポイント

すなわち、年間の各ディビジョンの総試合数以下が表彰の対象となる。反則ポイントは警告1回につき1点（遅延行為・異議を唱えたものなどについてはさらに1回1点を加算）、退場〈同じ試合における警告2回による退場も含む〉1回につき3点、出場停止試合数1試合につき3点を加算する。また警告・退場・退席処分がなかった試合は1試合につき3点を減点する。
賞金
- J1：500万円
- J2：250万円
- J3：100万円

J1は反則ポイントの上限を下回ったクラブの中で上位3クラブに賞金が授与され、その中で最少ポイントだったクラブが「フェアプレー賞・高円宮杯」の受賞クラブとなる。J2・J3は反則ポイント上限数を下回ったクラブの中で最少ポイントだったクラブのみに賞金が授与される。
2006年までは反則ポイントに減算の規定がなかったため、規定を満たしたのは1997年の神戸のみだった。2007年に、無警告試合で反則ポイントが減算されるようになった後は、毎年受賞クラブが現れている。
| 年度 | J1受賞クラブ | J2受賞クラブ | J3受賞クラブ                                                                                         |
| ---- | --- | --- | --- |
| 1997 | 神戸 | - | - |
| 2007 | G大阪 | 該当クラブなし | - |
| 2008 | 清水 / G大阪 | 仙台 | - |
| 2009 | 磐田 / 山形 | 仙台 | - |
| 2010 | 広島 / 山形 / 横浜FM                                                                                                   | 該当クラブなし | - |
| 2011 | G大阪 / 山形 | FC東京 | - |
| 2012 | 広島 / 川崎 | 該当クラブなし | - |
| 2013 | 広島 / 仙台 | G大阪 / 松本 / 神戸 / 岡山 | - |
| 2014 | 広島 / 仙台 / 浦和 / 横浜FM / 新潟 / 徳島                                                                              | 山形 / 群馬 / 湘南 / ★松本 / 磐田 / 京都 / 岡山 / 北九州                                                                                               | ★福島 / 長野 / 藤枝                                                                                  |
| 2015 | ★広島 / 山形 / 川崎 / ★横浜FM / ★甲府 / 松本 / G大阪 / 鳥栖                                                            | ★金沢 / 岡山 / 徳島 / 愛媛 / 北九州 | ★盛岡 / 秋田 / 長野                                                                                  |
| 2016 | ★広島 / 鹿島 / ★浦和 / 川崎 / ★鳥栖                                                                                    | 群馬 / ★清水 / 岡山 / 徳島 / 北九州 | ★盛岡 / YS横浜 / 藤枝 / 大分                                                                         |
| 2017 | ★広島 / ★仙台 / FC東京 / 川崎 / 磐田 / G大阪 / ★C大阪 / 鳥栖                                                           | 山形 / 東京V / 松本 / 金沢 / 岡山 / 愛媛 / ★大分 | 盛岡 / ★秋田 / 福島 / YS横浜 / 長野 / 沼津 / C大23                                                   |
| 2018 | ★C大阪 / 仙台 / 鹿島 / ★浦和 / 柏 / FC東京 / 川崎 / G大阪 / ★広島 / 長崎                                               | 大宮 / 東京V / 甲府 / 松本 / 新潟 / 岐阜 / 讃岐 / 熊本 / ★大分                                                                                         | ★秋田 / 群馬 / YS横浜 / 沼津 / 鳥取 / 北九州 / 琉球 / F東23                                          |
| 2019 | ★FC東京 / 仙台 / 鹿島 / 浦和 / 川崎 / 松本 / 清水 / 名古屋 / G大阪 / C大阪 / 神戸 / ★広島 / ★大分                      | 山形 / 栃木 / 大宮 / 東京V / 横浜FC / 甲府 / 新潟 / 岐阜 / 京都 / ★岡山 / 愛媛 / 長崎 / 琉球                                                           | 八戸 / 秋田 / 群馬 / 長野 / 富山 / 沼津 / 鳥取 / 讃岐 / 北九州 / 熊本 / F東23 / G大23 / ★C大23       |
| 2020 | ★大分 / 仙台 / ★川崎 / 横浜FC / 湘南 / 清水 / 名古屋 / ★G大阪 / C大阪 / 広島 / 鳥栖                                    | 山形 / 水戸 / 栃木 / 群馬 / 大宮 / 千葉 / 東京V / 甲府 / 松本 / 新潟 / 金沢 / 磐田 / 京都 / 岡山 / 徳島 / 愛媛 / ★北九州 / 長崎 / 琉球                 | 八戸 / ★秋田 / 福島 / 長野 / 富山 / 藤枝 / 沼津 / 岐阜 / 鳥取 / 讃岐 / 熊本 / 鹿児島 / G大23 / C大23 |
| 2021 | ★川崎 / 札幌 / ★浦和 / 柏 / FC東京 / 横浜FC / 湘南 / 清水 / 名古屋 / G大阪 / C大阪 / 神戸 / 広島 / 徳島 / 鳥栖 / ★大分 | 秋田 / ★山形 / 水戸 / 栃木 / 群馬 / 大宮 / 東京V / 町田 / 相模原 / 甲府 / 松本 / 新潟 / 金沢 / 磐田 / 京都 / 岡山 / 山口 / 愛媛 / 北九州 / 長崎 / 琉球 | 八戸 / 福島 / 長野 / 富山 / 沼津 / 岐阜 / ★鳥取 / 讃岐 / 今治 / 熊本 / 宮崎                          |
| 2022 | ★浦和 / ★ 清水 / FC東京 / 湘南 / 名古屋 / C大阪 / ★神戸 / 広島                                                         | ★新潟 / 大宮 / 長崎 / 群馬 / 甲府 / 岡山 / 千葉 / 熊本 / 東京V / 金沢 / 秋田 / 大分 / 横浜FC / 山形                                                    | ★富山 / 八戸 / 宮崎 / いわき / 讃岐 / 福島 / 沼津 / 愛媛 / 鳥取 / 北九州                             |
| 2023 | ★C大阪 / ★横浜FM / ★新潟                                                                                               | ★群馬 / 甲府 / 金沢 | ★八戸 / 福島 / 相模原                                                                                |
| 2024 | C大阪 / 広島 / 鹿島 | 山形 / いわき / 熊本 | 福島 / 沼津 / 松本 / 北九州                                                                          |

- 太字は高円宮杯受賞クラブ。
- 「★」付きは賞金授与対象クラブ。ただし2014年までのJ1についてはフェアプレー賞受賞全クラブが賞金授与対象であった為割愛[9]。

### フェアプレー個人賞
1996年創設。年間で無警告・無退場だった選手の中から選考委員により決定される。
| 年度 | 受賞者           | 所属クラブ             | pos.         |
| ---- | ---------------- | ---------------------- | ------------ |
| 1996 | 岡野雅行         | 浦和レッズ             | FW           |
| 1997 | 永島昭浩         | ヴィッセル神戸         | FW           |
| 1998 | 相馬直樹         | 鹿島アントラーズ       | DF           |
| 1999 | 該当選手なし     | 該当選手なし           | 該当選手なし |
| 2000 | 米山篤志         | ヴェルディ川崎         | DF           |
| 2001 | 南雄太           | 柏レイソル             | GK           |
| 2002 | 坪井慶介         | 浦和レッズ             | DF           |
| 2003 | 曽ヶ端準         | 鹿島アントラーズ       | GK           |
| 2003 | 根本裕一         | ベガルタ仙台           | DF           |
| 2003 | 池田昇平         | 清水エスパルス         | DF           |
| 2003 | 石川直宏         | FC東京                 | MF           |
| 2004 | 高木義成         | 東京ヴェルディ1969     | GK           |
| 2004 | 下田崇           | サンフレッチェ広島     | GK           |
| 2005 | 茂庭照幸         | FC東京                 | DF           |
| 2005 | 大黒将志         | ガンバ大阪             | FW           |
| 2006 | 根本裕一         | 大分トリニータ         | DF           |
| 2006 | 山岸智           | ジェフユナイテッド千葉 | MF           |
| 2007 | 伊東輝悦         | 清水エスパルス         | MF           |
| 2007 | 坂田大輔         | 横浜F・マリノス        | FW           |
| 2007 | 佐藤寿人         | サンフレッチェ広島     | FW           |
| 2008 | 川口能活         | ジュビロ磐田           | GK           |
| 2009 | 川島永嗣         | 川崎フロンターレ       | GK           |
| 2009 | 服部公太         | サンフレッチェ広島     | MF           |
| 2010 | 槙野智章         | サンフレッチェ広島     | DF           |
| 2011 | 太田宏介         | 清水エスパルス         | DF           |
| 2011 | 梁勇基           | ベガルタ仙台           | MF           |
| 2012 | 佐藤寿人         | サンフレッチェ広島     | FW           |
| 2013 | 柿谷曜一朗       | セレッソ大阪           | MF           |
| 2013 | 佐藤寿人         | サンフレッチェ広島     | FW           |
| 2014 | 西川周作         | 浦和レッズ             | GK           |
| 2014 | 平岡康裕         | 清水エスパルス         | DF           |
| 2014 | 水本裕貴         | サンフレッチェ広島     | DF           |
| 2014 | 森岡亮太         | ヴィッセル神戸         | MF           |
| 2014 | 工藤壮人         | 柏レイソル             | FW           |
| 2014 | 豊田陽平         | サガン鳥栖             | FW           |
| 2015 | 中澤佑二         | 横浜F・マリノス        | DF           |
| 2015 | 谷口彰悟         | 川崎フロンターレ       | MF           |
| 2016 | 秋元陽太         | FC東京                 | GK           |
| 2016 | 田中佑昌         | ヴァンフォーレ甲府     | MF           |
| 2017 | 中澤佑二         | 横浜F・マリノス        | DF           |
| 2017 | 水本裕貴         | サンフレッチェ広島     | DF           |
| 2017 | 柿谷曜一朗       | セレッソ大阪           | FW           |
| 2018 | 西川周作         | 浦和レッズ             | GK           |
| 2018 | 秋元陽太         | 湘南ベルマーレ         | GK           |
| 2018 | 澤田崇           | V・ファーレン長崎      | FW           |
| 2019 | 該当選手なし     | 該当選手なし           | 該当選手なし |
| 2020 | 山口蛍           | ヴィッセル神戸         | MF           |
| 2021 | 山根視来         | 川崎フロンターレ       | DF           |
| 2022 | 該当選手なし     | 該当選手なし           | 該当選手なし |
| 2023 | 西川周作         | 浦和レッズ             | GK           |
| 2023 | 前川黛也         | ヴィッセル神戸         | GK           |
| 2023 | 大迫敬介         | サンフレッチェ広島     | GK           |
| 2024 | キム・ジンヒョン | セレッソ大阪           | GK           |
| 2024 | 大迫敬介         | サンフレッチェ広島     | GK           |
| 2024 | 安西幸輝         | 鹿島アントラーズ       | DF           |

| 年度 | 受賞者     | 所属クラブ        | pos. |
| ---- | ---------- | ----------------- | ---- |
| 2023 | 櫛引政敏   | ザスパクサツ群馬  | GK   |
| 2023 | マテウス   | 東京ヴェルディ    | GK   |
| 2023 | 権田修一   | 清水エスパルス    | GK   |
| 2023 | 波多野豪   | V・ファーレン長崎 | GK   |
| 2024 | 林彰洋     | ベガルタ仙台      | GK   |
| 2024 | 後藤雅明   | モンテディオ山形  | GK   |
| 2024 | 立川小太郎 | いわきFC          | GK   |
| 2024 | 新保海鈴   | レノファ山口FC    | DF   |

| 年度 | 受賞者   | 所属クラブ         | pos. |
| ---- | -------- | ------------------ | ---- |
| 2023 | 山本海人 | 福島ユナイテッドFC | GK   |
| 2023 | 安在達弥 | アスルクラロ沼津   | DF   |
| 2023 | 永井建成 | FC大阪             | GK   |
| 2024 | 三浦基瑛 | SC相模原           | GK   |
| 2024 | 永井建成 | FC大阪             | GK   |
| 2024 | 今村勇介 | カマタマーレ讃岐   | GK   |
| 2024 | 小澤秀充 | ガイナーレ鳥取     | MF   |

### 功労選手賞
日本人選手
原則として以下の基準を満たし、Jリーグおよび日本サッカーの発展のために貢献をしたと認められる者。なお、Jリーグ開幕前からJSLで活躍していた選手については別途評価する。
1. 所属クラブより推薦のあった者。
2. 次の大会の合計出場試合数が500試合以上の者。ただしJリーグ公式戦および天皇杯に400試合以上出場した者を原則とする。
  1. Jリーグ公式戦（リーグ戦・リーグカップ）および天皇杯
  2. その他のJリーグ公式試合[注釈 6]
  3. Jクラブが参加するFIFAおよびAFC主管の国際試合[注釈 7]
  4. 日本代表の公式試合（国際Aマッチ）

外国籍選手
原則として、以下の基準を満たし、Jリーグおよび日本サッカーの発展ならびに海外においてJリーグの名を高めるなど、多大な貢献をしたと認められる者。
1. 所属クラブより推薦のあった者。
2. 次の大会の合計出場試合数が500試合以上の者。
  1. Jリーグ公式戦（リーグ戦・リーグカップ）および天皇杯
  2. その他のJリーグ公式試合[注釈 6]
  3. Jクラブが参加するFIFAおよびAFC主管の国際試合[注釈 7]
3. 前項の各大会の合計出場試合数が200試合以上で、母国の代表選手として活躍した者（国際Aマッチ）

| 年度 | 受賞者                   | 最終所属Jクラブ        | pos. |
| ---- | ------------------------ | ---------------------- | ---- |
| 1994 | 加藤久                   | ヴェルディ川崎         | DF   |
| 1994 | 木村和司                 | 横浜マリノス           | MF   |
| 1998 | 都並敏史                 | ベルマーレ平塚         | DF   |
| 1998 | ラモス瑠偉               | ヴェルディ川崎         | MF   |
| 1999 | 柱谷哲二                 | ヴェルディ川崎         | DF   |
| 2000 | 松永成立                 | 京都パープルサンガ     | GK   |
| 2001 | ドラガン・ストイコビッチ | 名古屋グランパスエイト | MF   |
| 2002 | サントス                 | ヴィッセル神戸         | MF   |
| 2003 | 井原正巳                 | 浦和レッズ             | DF   |
| 2003 | 北澤豪                   | 東京ヴェルディ1969     | MF   |
| 2003 | 福田正博                 | 浦和レッズ             | FW   |
| 2005 | ビスマルク               | ヴィッセル神戸         | MF   |
| 2006 | 小島伸幸                 | ザスパ草津             | GK   |
| 2006 | 相馬直樹                 | 川崎フロンターレ       | DF   |
| 2006 | 澤登正朗                 | 清水エスパルス         | MF   |
| 2007 | 本田泰人                 | 鹿島アントラーズ       | MF   |
| 2007 | 城彰二                   | 横浜FC                 | FW   |
| 2007 | アマラオ                 | 湘南ベルマーレ         | FW   |
| 2008 | 秋田豊                   | 京都サンガF.C.         | DF   |
| 2008 | 名良橋晃                 | 湘南ベルマーレ         | DF   |
| 2008 | 山口素弘                 | 横浜FC                 | MF   |
| 2008 | 黒崎久志                 | 大宮アルディージャ     | FW   |
| 2009 | 小村徳男                 | 横浜FC                 | DF   |
| 2009 | 森岡隆三                 | 京都サンガF.C.         | DF   |
| 2009 | 加藤望                   | 湘南ベルマーレ         | MF   |
| 2009 | 名波浩                   | ジュビロ磐田           | MF   |
| 2009 | 福西崇史                 | 東京ヴェルディ         | MF   |
| 2009 | 森島寛晃                 | セレッソ大阪           | MF   |
| 2011 | 松田直樹                 | 横浜F・マリノス        | DF   |
| 2011 | 三浦淳寛                 | 横浜FC                 | MF   |
| 2012 | 田中誠                   | アビスパ福岡           | DF   |
| 2012 | 藤田俊哉                 | ジェフユナイテッド千葉 | MF   |
| 2013 | 土肥洋一                 | 東京ヴェルディ         | GK   |
| 2013 | 服部公太                 | ファジアーノ岡山       | MF   |
| 2013 | 中山雅史                 | コンサドーレ札幌       | FW   |
| 2014 | 伊藤宏樹                 | 川崎フロンターレ       | DF   |
| 2014 | 波戸康広                 | 横浜F・マリノス        | DF   |
| 2014 | 山田暢久                 | 浦和レッズ             | DF   |
| 2014 | 服部年宏                 | FC岐阜                 | MF   |
| 2014 | 岡野雅行                 | ガイナーレ鳥取         | FW   |
| 2014 | ジュニーニョ             | 鹿島アントラーズ       | FW   |
| 2014 | 吉田孝行                 | ヴィッセル神戸         | FW   |
| 2014 | ルーカス                 | FC東京                 | FW   |
| 2015 | 宮本恒靖                 | ヴィッセル神戸         | DF   |
| 2015 | 新井場徹                 | セレッソ大阪           | DF   |
| 2015 | 中田浩二                 | 鹿島アントラーズ       | MF   |
| 2015 | 藤本主税                 | ロアッソ熊本           | MF   |
| 2015 | 柳沢敦                   | ベガルタ仙台           | FW   |
| 2016 | 山口智                   | 京都サンガF.C.         | DF   |
| 2016 | 鈴木啓太                 | 浦和レッズ             | MF   |
| 2017 | 市川大祐                 | 藤枝MYFC               | DF   |
| 2017 | 大島秀夫                 | ギラヴァンツ北九州     | FW   |
| 2018 | 加地亮                   | ファジアーノ岡山       | DF   |
| 2018 | 土屋征夫                 | 京都サンガF.C.         | DF   |
| 2018 | 石原克哉                 | ヴァンフォーレ甲府     | MF   |
| 2018 | 羽生直剛                 | ジェフユナイテッド千葉 | MF   |
| 2018 | 坂田大輔                 | アビスパ福岡           | FW   |
| 2019 | 川口能活                 | SC相模原               | GK   |
| 2019 | 楢﨑正剛                 | 名古屋グランパス       | GK   |
| 2019 | アレックス               | カマタマーレ讃岐       | DF   |
| 2019 | 中澤佑二                 | 横浜F・マリノス        | DF   |
| 2019 | 小笠原満男               | 鹿島アントラーズ       | MF   |
| 2019 | 森﨑和幸                 | サンフレッチェ広島     | MF   |
| 2019 | 播戸竜二                 | ガンバ大阪             | FW   |
| 2019 | 巻誠一郎                 | ロアッソ熊本           | FW   |
| 2020 | 那須大亮                 | ヴィッセル神戸         | DF   |
| 2020 | 佐藤勇人                 | ジェフユナイテッド千葉 | MF   |
| 2020 | 明神智和                 | AC長野パルセイロ       | MF   |
| 2021 | 清水健太                 | カマタマーレ讃岐       | GK   |
| 2021 | 曽ヶ端準                 | 鹿島アントラーズ       | GK   |
| 2021 | 徳永悠平                 | V・ファーレン長崎      | DF   |
| 2021 | 中村憲剛                 | 川崎フロンターレ       | MF   |
| 2021 | 大黒将志                 | 栃木SC                 | FW   |
| 2021 | 佐藤寿人                 | ジェフユナイテッド千葉 | FW   |
| 2021 | 前田遼一                 | FC岐阜                 | FW   |
| 2022 | 青木剛                   | ロアッソ熊本           | DF   |
| 2022 | 阿部勇樹                 | 浦和レッズ             | MF   |
| 2022 | 石原直樹                 | 湘南ベルマーレ         | FW   |
| 2022 | 大久保嘉人               | セレッソ大阪           | FW   |
| 2022 | 角田誠                   | V・ファーレン長崎      | DF   |
| 2022 | 小林祐三                 | サガン鳥栖             | DF   |
| 2022 | 高橋義希                 | サガン鳥栖             | MF   |
| 2022 | 田中達也                 | アルビレックス新潟     | FW   |
| 2022 | 田中マルクス闘莉王       | 京都サンガF.C.         | DF   |
| 2022 | 田中佑昌                 | カターレ富山           | MF   |
| 2022 | 玉田圭司                 | V・ファーレン長崎      | FW   |
| 2022 | 谷澤達也                 | 藤枝MYFC               | MF   |
| 2023 | 上里一将                 | FC琉球                 | MF   |
| 2023 | 大谷秀和                 | 柏レイソル             | MF   |
| 2023 | 駒野友一                 | FC今治                 | DF   |
| 2023 | 田中隼磨                 | 松本山雅FC             | DF   |
| 2023 | 鄭大世                   | FC町田ゼルビア         | FW   |
| 2023 | 富田晋伍                 | ベガルタ仙台           | MF   |
| 2023 | 中村俊輔                 | 横浜FC                 | MF   |
| 2023 | 橋本英郎                 | FC今治                 | MF   |
| 2023 | 藤本淳吾                 | SC相模原               | MF   |
| 2023 | 槙野智章                 | ヴィッセル神戸         | DF   |
| 2023 | 水本裕貴                 | SC相模原               | DF   |
| 2023 | 本山雅志                 | ギラヴァンツ北九州     | MF   |
| 2023 | 赤嶺真吾                 | FC琉球                 | FW   |
| 2024 | 遠藤保仁                 | ジュビロ磐田           | MF   |
| 2024 | 柏木陽介                 | FC岐阜                 | MF   |
| 2024 | 柴﨑晃誠                 | サンフレッチェ広島     | MF   |
| 2024 | 林卓人                   | サンフレッチェ広島     | GK   |
| 2024 | 南雄太                   | 大宮アルディージャ     | GK   |
| 2024 | 梁勇基                   | ベガルタ仙台           | MF   |
| 2024 | 渡邉千真                 | 松本山雅FC             | FW   |

### 功労審判員賞
「功労選手賞」の審判員版。原則として、以下の基準を満たし、Jリーグおよび日本サッカーの発展のために貢献をしたと認められる者。
1. （公財）日本サッカー協会審判委員会より推薦のあった者
2. 次の大会の合計担当試合数が500試合以上の者。ただしJリーグ公式戦および天皇杯を400試合以上担当した者を原則とする。
  1. Jリーグ公式戦（リーグ戦・リーグカップ）、天皇杯
  2. その他のJリーグ公式試合[注釈 6]
  3. Jクラブが参加するFIFAおよびAFC主管の国際試合[注釈 7]
  4. その他の国際試合（国際Aマッチ）

2021年までは1度しか表彰されていなかった（2005年にレスリー・モットラムが「功労賞」として表彰）が、2022年に14名を表彰することになり、以降は毎年表彰されている。
- 2011 - 岡田正義
- 2022 - 家本政明、扇谷健司、岡野宇広、小椋剛、相樂亨、手塚洋、東城穣、中原美智雄、名木利幸、間島宗一、村上孝治、村上伸次、山口博司、吉田寿光
- 2023 - 越智新次、蒲澤淳一、佐藤隆治、野田祐樹
- 2024 - 高山啓義、松尾一

### 最優秀主審賞・最優秀副審賞
- J1リーグ戦を担当した主審・副審から選出。
- 1995年度までは「最優秀審判員賞」の名称で主審・副審を合同で表彰し（受賞者は全て主審）、1996年度から「優秀主審賞」「優秀副審賞」として主審・副審を1名ずつ表彰。2010年度から現名称。

| 年度 | 最優秀審判員賞         |              |  |
| ---- | ---------------------- | ------------ |  |
| 1993 | 高田静夫               |              |  |
| 1994 | ゾラン・ペトロヴィッチ |              |  |
| 1995 | 小幡真一郎             |              |  |
| 年度 | 優秀主審賞             | 優秀副審賞   |  |
| 1996 | ゾラン・ペトロヴィッチ | 廣嶋禎数     |  |
| 1997 | 岡田正義               | 廣嶋禎数     |  |
| 1998 | レスリー・モットラム   | 上荒敬司     |  |
| 1999 | レスリー・モットラム   | 山口森久     |  |
| 2000 | レスリー・モットラム   | 廣嶋禎数     |  |
| 2001 | レスリー・モットラム   | 山口森久     |  |
| 2002 | 岡田正義               | 手塚洋       |  |
| 2003 | 上川徹                 | 廣嶋禎数     |  |
| 2004 | 吉田寿光               | 柴田正利     |  |
| 2005 | 松村和彦               | 柴田正利     |  |
| 2006 | 上川徹                 | 廣嶋禎数     |  |
| 2007 | 岡田正義               | 相樂亨       |  |
| 2008 | 吉田寿光               | 廣嶋禎数     |  |
| 2009 | 西村雄一               | 相樂亨       |  |
| 年度 | 最優秀主審賞           | 最優秀副審賞 |  |
| 2010 | 西村雄一               | 相樂亨       |  |
| 2011 | 西村雄一               | 相樂亨       |  |
| 2012 | 西村雄一               | 相樂亨       |  |
| 2013 | 西村雄一               | 相樂亨       |  |
| 2014 | 西村雄一               | 相樂亨       |  |
| 2015 | 西村雄一               | 相樂亨       |  |
| 2016 | 西村雄一               | 名木利幸     |  |
| 2017 | 西村雄一               | 相樂亨       |  |
| 2018 | 佐藤隆治               | 山内宏志     |  |
| 2019 | 西村雄一               | 越智新次     |  |
| 2020 | 西村雄一               | 武部陽介     |  |
| 2021 | 飯田淳平               | 西橋勲       |  |
| 2022 | 佐藤隆治               | 聳城巧       |  |
| 2023 | 中村太                 | 野村修       |  |
| 2024 | 御厨貴文               | 西橋勲       |  |

### 最優秀育成クラブ賞
2009年制定。アカデミーからのトップチームの選手輩出数に加え、選手育成に対するアカデミーとしての具体的な取り組み等を総合的に判断してノミネートクラブを選出し、その中からチェアマン推薦を基に選考委員会にて決定する。本賞はカテゴリーに関係なく全てのJリーグクラブを対象に選考・表彰を行う。
| 2009 | 浦和レッズ       |
| 2010 | FC東京           |
| 2011 | 東京ヴェルディ   |
| 2012 | コンサドーレ札幌 |
| 2013 | セレッソ大阪     |
| 2014 | 東京ヴェルディ   |
| 2015 | 清水エスパルス   |
| 2016 | ガンバ大阪       |
| 2017 | FC東京           |
| 2018 | 横浜F・マリノス  |
| 2019 | 京都サンガF.C.   |
| 2020 | 東京ヴェルディ   |
| 2021 | 柏レイソル       |
| 2021 | 湘南ベルマーレ   |
| 2022 | 柏レイソル       |
| 2023 | FC東京           |
| 2024 | FC東京           |

### Join賞
1999年に創設された賞。チェアマン特別賞とも呼ばれる。Jリーグの発展に最も貢献したチームや、その応援団、スタジアムなどに対して贈られる。毎年表彰されるわけではない。
| 年度 | 受賞者                                                                                                   | 受賞理由 |
| ---- | --- | --- |
| 1999 | 浦和レッズ、浦和市、レッズファン・サポーター                                                             | それまでのチームに対する「クラブ・自治体・サポーター」の三位一体の支援に対して（浦和のJ2降格を受けて）                                              |
| 2000 | 国立霞ヶ丘競技場陸上競技場                                                                               | ピッチコンディションが常に良好であったことから（この年は現在の「Jリーグベストピッチ賞」に相当する賞を「Join賞」とした）                             |
| 2002 | 浦和レッズ / ジュビロ磐田                                                                                | それぞれ年間観客動員数の新記録を達成 |
| 2003 | アルビレックス新潟                                                                                       | 年間観客動員の新記録を達成 |
| 2004 | 浦和レッズ / アルビレックス新潟                                                                          | それぞれ1試合平均観客動員数を大幅に更新したため またアルビレックス新潟は新潟県中越地震の復興支援に貢献                                              |
| 2005 | 「神達彩花ちゃんを救う会」の募金活動を支援した全てのサポーター                                           | 鹿島アントラーズサポーターの娘である神達彩花ちゃんを救うために、サポーターが一丸となって募金活動を行ったことへの表彰。彩花ちゃんは2006年5月に死去。 |
| 2008 | ガンバ大阪                                                                                               | 下部組織からの多数の選手輩出を行ったことへの表彰 |
| 2009 | ベガルタ仙台                                                                                             | J2フェアプレー賞を2年連続で受賞したため |
| 2013 | 大宮アルディージャ・サンフレッチェ広島のファン・サポーター                                               | 両チームの対戦時、敵味方関係なくサッカーを愛する仲間として、お互いを思いやる気持ちを行動に表したことに対して                                        |
| 2020 | 賀来満夫、三鴨廣繁、舘田一博、髙橋聡、國島広之、掛屋弘、大毛宏喜、泉川公一、井元清哉、村上道夫、加來浩器 | 日本野球機構(NPB)と共同で設立した「新型コロナウイルス対策連絡会議」に参加した専門家                                                                 |

### 最優秀ゴール賞
2013年に創設された賞。J1各節の全ゴールの中からサポーターからのインターネット投票で上位3つを選出。また報道関係者やJリーグ・JFA技術委員会などで構成される「ベストゴール評議会」が推薦する2ゴールを加え、各月ごとにまとめて再度サポーター投票を行ない、月間ベストゴールを選出してこの中からJ1は選考委員会の投票で最終決定される。
2013年から2016年まではJ2においても最優秀ゴール賞が表彰されていた。J1と異なり、月間ベストゴールノミネート対象に「ベストゴール評議会」の推薦ゴールがなく、年間最優秀ゴールの最終決定はサポーターの投票で行われ、Most Exciting Playerと共に、前座である「サポーターステージショー」にて表彰されていた。なお、2014年発足のJ3については当初より最優秀ゴール賞の制定がなかったが、それぞれ2022年度から制定（J2は再開）されることになった。
| 年度 | 受賞者         | 所属クラブ         | pos. | 対象試合                 | 動画                                                                                 |
| ---- | -------------- | ------------------ | ---- | ------------------------ | ------------------------------------------------------------------------------------ |
| 2013 | 柿谷曜一朗     | セレッソ大阪       | MF   | 第33節・対鹿島戦 38分    | GOAL DIGEST! (J1第33節)：2013Jリーグ - YouTube                                       |
| 2014 | 西大伍         | 鹿島アントラーズ   | DF   | 第18節・対広島戦 70分    | GOAL DIGEST! (J1第18節/J2第25節)：2014Jリーグ - YouTube                              |
| 2015 | 青山敏弘       | サンフレッチェ広島 | MF   | 1st第17節・対鳥栖戦 60分 | 青山 敏弘 (広島)「J1リーグ 1st 第17節」 - YouTube                                    |
| 2016 | 田口泰士       | 名古屋グランパス   | MF   | 1st第13節・対鹿島戦 46分 | 【5月のJ1月間ベストゴール】田口 泰士（名古屋）「2016 J1リーグ 1st 第13節」 - YouTube |
| 2017 | 関根貴大       | 浦和レッズ         | MF   | 第17節・対広島戦 90+2分  | 関根 貴大 (浦和)90+2分 「J1リーグ 第17節」 - YouTube                                 |
| 2018 | 大島僚太       | 川崎フロンターレ   | MF   | 第30節・対神戸戦 69分    | 大島 僚太 (川崎)69分 「J1リーグ 第30節」 - YouTube                                   |
| 2019 | ダビド・ビジャ | ヴィッセル神戸     | FW   | 第17節・対名古屋戦 27分  | ダビド ビジャ（神戸）27分 「J1リーグ 第17節」 - YouTube                              |
| 2020 | 齊藤未月       | 湘南ベルマーレ     | MF   | 第27節・対神戸戦 84分    | 齊藤 未月（湘南）84分 「J1リーグ 第27節」 - YouTube                                  |
| 2021 | 柿谷曜一朗     | 名古屋グランパス   | FW   | 第37節・対C大阪戦 67分   | 柿谷 曜一朗（名古屋）67分 「J1リーグ 第37節」 - YouTube                              |
| 2022 | 川村拓夢       | サンフレッチェ広島 | MF   | 第28節・対清水戦 90+5分  | 川村 拓夢（広島）90+5分 「J1リーグ 第28節」 - YouTube                                |
| 2023 | 渡邊凌磨       | FC東京             | MF   | 第8節・対C大阪戦 68分    | 渡邊 凌磨（FC東京）68分 「J1リーグ 第8節」 - YouTube                                 |
| 2024 | 宇佐美貴史     | ガンバ大阪         | FW   | 第33節・対札幌戦 90+8分  | 宇佐美 貴史（G大阪）90+8分 「J1リーグ 第33節」 - YouTube                             |

J2
| 年度                  | 受賞者   | 所属クラブ       | pos. | 対象試合                 | 動画                                                     |
| --------------------- | -------- | ---------------- | ---- | ------------------------ | -------------------------------------------------------- |
| 2013                  | 中島翔哉 | 東京ヴェルディ   | MF   | 第35節・対群馬戦 82分    | GOAL DIGEST! (J1第27節／J2第35節)：2013Jリーグ - YouTube |
| 2014                  | 都倉賢   | コンサドーレ札幌 | FW   | 第38節・対湘南戦 9分     | GOAL DIGEST! (J1第30節／J2第38節)：2014Jリーグ - YouTube |
| 2015                  | 佐藤和弘 | ツエーゲン金沢   | MF   | 第7節・対C大阪戦 38分    | 佐藤 和弘 (ツエーゲン金沢)「J2リーグ 第7節」 - YouTube   |
| 2016                  | 白崎凌兵 | 清水エスパルス   | MF   | 第34節・対C大阪戦 90+4分 | 白崎 凌兵(清水)「2016 J2リーグ 第34節」 - YouTube        |
| 2017-2021年は制定無し |          |                  |      |                          |                                                          |
| 2022                  | 山口一真 | FC町田ゼルビア   | MF   | 第16節・対新潟戦 29分    | 山口 一真(町田)「2022 J2リーグ 第16節」 - YouTube        |
| 2023                  | 乾貴士   | 清水エスパルス   | MF   | 第25節・対大分戦 63分    | 乾貴士(清水)「2023 J2リーグ 第25節」 - YouTube           |
| 2024                  | 矢村健   | 藤枝MYFC         | FW   | 第34節・対いわき戦 16分  | 矢村 健(藤枝)「2024 J2リーグ 第34節」 - YouTube          |

J3
| 年度 | 受賞者             | 所属クラブ     | pos. | 対象試合              | 動画                                                        |
| ---- | ------------------ | -------------- | ---- | --------------------- | ----------------------------------------------------------- |
| 2022 | ロリス・ティネッリ | Y.S.C.C.横浜   | FW   | 第26節・対松本戦 44分 | ロリス・ ティネッリ(YSCC)「2022 J3リーグ 第26節」 - YouTube |
| 2023 | 白井陽斗           | FC琉球         | FW   | 第12節・対沼津戦 35分 | 白井陽斗(琉球)「2023 J3リーグ 第12節」 - YouTube            |
| 2024 | 普光院誠           | ガイナーレ鳥取 | MF   | 第27節・対沼津戦 38分 | 普光院誠(鳥取)「2024 J3リーグ 第27節」 - YouTube            |

### その他
- 会場内において、Jリーグ各クラスの当該年度の試合についての写真・映像資料の展示

## 過去に存在した表彰

### 審判員特別奨励賞
- 1994 -  太田潔
- 1995 -  廣嶋禎数

### チェアマン感謝状
表彰年度に現役を退いているので事実上功労賞である。
- 1994 -  ジーコ (元鹿島アントラーズ) /  ゲーリー・リネカー (元名古屋グランパスエイト)
- 1995 -  ラモン・ディアス (元横浜マリノス)

### 功労賞
- 2002 -  金子勝彦
- 2005 -  レスリー・モットラム

### 監督特別賞
- 2005 -  イビチャ・オシム (ジェフユナイテッド千葉) /  小林伸二 (セレッソ大阪)

### 特別賞
いずれも、実質的にAFCチャンピオンズリーグ優勝に対する表彰である。
- 2007 - 浦和レッズ
- 2008 - ガンバ大阪

### J2 Most Exciting Player
2011年から2014年にかけて表彰。ファンの投票で各クラブから選ばれた「J2 Exciting 22」から当日の観覧者の投票で決定。
- 2011 -  今野泰幸 (FC東京)
- 2012 -  山口智 (ジェフユナイテッド千葉)
- 2013 -  遠藤保仁 (ガンバ大阪)
- 2014 -  田中隼磨 (松本山雅FC)

### MYアウォーズ
2016年に設けられた賞。サポーターがJリーグの公式サイトに特設された「MYアウォーズ特設サイト」 から投票し、各ディビジョンごとのMVP、ベストイレブン、並びに全ディビジョンを通して表彰するベストゴール、ベストアシストを決定した。
当時公式表彰対象とされていなかったJ2・J3のMVPとベストイレブン、並びにJリーグでは公式表彰とはされていないアシスト王もサポーター投票で決定するのが特徴である。選考対象はリーグ戦全体の5割以上の試合に出場していること。
| MVP             | ベストイレブン | ベストイレブン                                                   |
| MVP             | ポジション     | 選手名                                                           |
| --------------- | -------------- | ---------------------------------------------------------------- |
| 西川周作 (浦和) | GK             | 西川周作 (浦和)                                                  |
| 西川周作 (浦和) | DF             | 昌子源 (鹿島) / 森重真人 (F東京) / 西大伍 (鹿島) / 吉田豊 (鳥栖) |
| 西川周作 (浦和) | MF             | 中村憲剛 (川崎) / 阿部勇樹 (浦和) / 小笠原満男 (鹿島)            |
| 西川周作 (浦和) | FW             | 小林悠 (川崎) / 興梠慎三 (浦和)                                  |

| MVP           | ベストイレブン | ベストイレブン                                                    |
| MVP           | ポジション     | 選手名                                                            |
| ------------- | -------------- | ----------------------------------------------------------------- |
| 鄭大世 (清水) | GK             | 具聖潤 (札幌)                                                     |
| 鄭大世 (清水) | DF             | 角田誠 (清水) / 松原后 (清水) / 福森晃斗 (札幌) / 犬飼智也 (清水) |
| 鄭大世 (清水) | MF             | 矢島慎也 (岡山) / 白崎凌兵 (清水) / 清武功暉 (熊本)               |
| 鄭大世 (清水) | FW             | 鄭大世 (清水) / 都倉賢 (札幌)                                     |

| MVP             | ベストイレブン | ベストイレブン                                                       |
| MVP             | ポジション     | 選手名                                                               |
| --------------- | -------------- | -------------------------------------------------------------------- |
| 後藤優介 (大分) | GK             | 上福元直人 (大分)                                                    |
| 後藤優介 (大分) | DF             | 鈴木義宜 (大分) / ダニエル (大分) / 福森直也 (大分) / 岡崎慎 (F東23) |
| 後藤優介 (大分) | MF             | 堂安律 (G大23) / 松本昌也 (大分) / 山岸智 (大分) / 清本拓己 (大分)   |
| 後藤優介 (大分) | FW             | 後藤優介 (大分) / 藤本憲明 (鹿児島)                                  |

全ディビジョン対象
| ベストゴール    | 対象試合         | ベストアシスト | 対象試合        |
| --------------- | ---------------- | -------------- | --------------- |
| 白崎凌兵 (清水) | J2・34節 C大阪戦 | 鄭大世 (清水)  | J2・42節 徳島戦 |

### Jリーグベストピッチ賞
2001年に「J1ベストピッチ賞」として制定。2005年より「Jリーグベストピッチ賞」に改められた。規定試合数 (2015年現在J1は9試合、J2は11試合、J3は10試合)以上開催したスタジアムの中から、マッチコミッショナーの評価を元にチェアマンが決定する。2016年限りで廃止となった。
下記のスタジアム表記は受賞当時のもの。(数字)は通算受賞回数で、日本平スタジアムが最多受賞 (連続受賞回数も最多)。
| 2001 | 横浜国際総合競技場                                                                                                 |
| 2002 | 札幌ドーム |
| 2003 | カシマスタジアム                                                                                                   |
| 2004 | 日本平スタジアム                                                                                                   |
| 2005 | 埼玉スタジアム2002                                                                                                 |
| 2006 | 平塚競技場 |
| 2007 | 東北電力ビッグスワンスタジアム                                                                                     |
| 2008 | 日本平スタジアム(2)                                                                                                |
| 2009 | 埼玉スタジアム2002(2) / 東北電力ビッグスワンスタジアム(2) / アウトソーシングスタジアム日本平(3)                    |
| 2010 | 日産スタジアム(2) / アウトソーシングスタジアム日本平(4)                                                            |
| 2011 | NACK5スタジアム大宮 / 等々力陸上競技場 / 日産スタジアム(3) / アウトソーシングスタジアム日本平(5)                   |
| 2012 | 日産スタジアム(4) / 東北電力ビッグスワンスタジアム(3) / アウトソーシングスタジアム日本平(6) / キンチョウスタジアム |
| 2013 | 埼玉スタジアム2002(3) / 東北電力ビッグスワンスタジアム(4) / IAIスタジアム日本平(7) / キンチョウスタジアム(2)       |
| 2014 | NACK5スタジアム大宮(2) / IAIスタジアム日本平(8) / 豊田スタジアム / 北九州市立本城陸上競技場                        |
| 2015 | デンカビッグスワンスタジアム(5) / IAIスタジアム日本平(9) / 豊田スタジアム(2) / 北九州市立本城陸上競技場(2)         |
| 2016 | ユアテックスタジアム仙台 / 埼玉スタジアム2002(4) / デンカビッグスワンスタジアム(6) / 豊田スタジアム(3)             |

## 会場
以下の各年を除き、横浜アリーナで開催されている。
- 1993年、1995年、2015年、2019年、2021年、2022年 グランドプリンスホテル新高輪[2][注釈 15]
- 1994年 東京プリンスホテル
- 1996年 東京ベイNKホール
- 2008年 - 2010年 JCBホール
- 2020年 オンライン

## 中継
- 2007年 - 2016年：スカパー! (スカチャン、BSスカパー!)[2]
- 2017年 - ：DAZN

### 注記
1. ↑  反則ポイントが少ない上位3クラブに賞金が贈呈され、最少ポイントクラブのみに杯が授与される。
2. 1 2  反則ポイント最少ポイントクラブにのみ賞金が贈呈される。
3. ↑  名義は「より良き宮崎牛づくり対策協議会」と「みやざきブランド推進本部」
4. ↑  2001年に日本国籍を取得し、三都主アレサンドロに改名。
5. 1 2  受賞したシーズンの12月31日までに達する年齢
6. 1 2 3  J1・J2入れ替え戦、J2・J3（JFL）入れ替え戦、J1参入決定戦、FUJIFILM SUPER CUP（スーパーカップ）、サントリーチャンピオンシップ、オールスターサッカー、JOMO CUP Jリーグドリームマッチ、SANWA BANK CUP、サントリーカップ、東日本大震災復興支援 Jリーグスペシャルマッチ、J1昇格プレーオフ、J1参入プレーオフ、明治安田生命Jリーグチャンピオンシップの各試合。
7. 1 2 3  アジアクラブ選手権、アジアカップウィナーズカップ、アジアスーパーカップ、アジア・アフリカ・クラブ選手権、極東クラブ選手権、AFCチャンピオンズリーグ、A3チャンピオンズカップ、パンパシフィックチャンピオンシップ、南米クラブ選手権、JリーグYBCルヴァンカップ/CONMEBOLスダメリカーナ 王者決定戦（スルガ銀行チャンピオンシップ）、FIFAクラブワールドカップの各試合。
8. ↑  松本山雅FC（当時JFL所属）在籍中の2011年8月に死去。
9. ↑  現役引退後に「淳宏」より改名。
10. ↑  引退時はヴァンラーレ八戸（当時JFL所属）に在籍。
11. ↑  2018年・2019年はKSL所属の東京23FCに在籍。
12. ↑  2019年9月14日にガンバ大阪と1日限定で契約。2018年はFC琉球に在籍。
13. ↑  2013年5月6日の試合にて広島GKの増田卓也と大宮FWの富山貴光が衝突。増田が救急搬送される際に大宮側から声援が送られた。同年7月31日の試合前には増田と富山がそれぞれ相手チームのファン・サポーターへ挨拶を行い、両チームのファン・サポーターが回復と復帰を祝った。
14. ↑  2011年は20チームの為「J2 Exciting 20」。
15. ↑  一部年度は一般非公開。[16]。